# Gawrony (Tomaszewo)
Gawrony – część wsi Tomaszewo w Polsce położona w województwie kujawsko-pomorskim, w powiecie aleksandrowskim, w gminie Bądkowo.
W latach 1975–1998 Gawrony należały administracyjnie do województwa włocławskiego.